# 6799 Citfiftythree
6799 Citfiftythree (1993 KM) là một tiểu hành tinh vành đai chính được phát hiện ngày 17 tháng 5 năm 1993 bởi E. F. Helin ở Palomar.